# Louisa Lytton
Louisa Claire Lytton (* 7. Februar 1989 in  Camden, London) ist eine britische Filmschauspielerin.

## Leben
Lytton besuchte die Sylvia Young Theatre School in Marylebone, London. Sie ist eng mit ihren ehemaligen EastEnders Co-Stars Kara Tointon, Lacey Turner und Matt Di Angelo befreundet. Zudem ist sie gut befreundet mit der Sängerin Emma Bunton, die ihre Konkurrentin bei Strictly Come Dancing war. Von Seiten ihrer Mutter ist sie italienischer Abstammung und zudem die Cousine von Lisa Maffia.
Bekannt wurde Lytton 2009 durch den Film American Pie präsentiert: Das Buch der Liebe.

## Filmografie
- 2005–2006, 2018–2021: EastEnders (Fernsehserie, 392 Folgen)
- 1997–2009: The Bill (Fernsehserie)
- 2009: American Pie präsentiert: Das Buch der Liebe (American Pie Presents: The Book of Love)
- 2010: Casualty (Fernsehserie, 1 Folge)
- 2010: Identity (Fernsehserie)
- 2012: Payback Season
- 2012: The Knot
- 2013: Young, High and Dead
- 2015, 2019: Murdoch Mysteries (Fernsehserie, 2 Folgen)